# ランデのg因子
ランデのg因子（ランデのジーいんし、Landé g-factor）は物理学において、特に用いられることの多いg因子の一種であり、電子のスピン角運動量、軌道角運動量に対するg因子である。1921年にアルフレット・ランデがゼーマン効果についての論文で導入した因子であることより名づけられた。
原子物理学においては、弱い磁場にある原子のエネルギー準位の式の中に表れる比例定数である。原子軌道中の電子の量子状態は通常、エネルギーが縮退している。これは全ての量子状態が同じ角運動量を有し、縮退しているためである。原子が弱い磁場にある場合、縮退は解除される。
因子は（系の内部磁場と比べて）弱い一様な磁場中にある原子のエネルギーを一次の摂動論で計算する際に表れる。ランデの{\displaystyle g}因子は正確には以下のように書くことができる。
{\displaystyle g_{J}=g_{L}{\frac {J(J+1)-S(S+1)+L(L+1)}{2J(J+1)}}+g_{S}{\frac {J(J+1)+S(S+1)-L(L+1)}{2J(J+1)}}}
電子軌道の{\displaystyle g}因子は{\displaystyle g_{L}=1}であり、更にスピンのg因子は{\displaystyle g_{S}\approx 2}であると近似すると、上記の数式は単純に以下のように表すことができる。
{\displaystyle g_{J}\approx {3 \over 2}+{\frac {S(S+1)-L(L+1)}{2J(J+1)}}}
ここで
{\displaystyle J}は電子の全角運動量量子数
{\displaystyle L}は軌道角運動量
{\displaystyle S}はスピン角運動量。
電子では{\displaystyle S=1/2}であるため、この式の{\displaystyle S(S+1)}の個所を{\displaystyle 3/4}とする形で書かれることもある。{\displaystyle g_{L}}と{\displaystyle g_{S}}は電子の（ランデの{\displaystyle g}因子とは異なった）g因子である。
更に、原子の全角運動量{\displaystyle F=I+J}で表した原子の{\displaystyle g}因子を知りたい場合には、以下の式となる。
{\displaystyle g_{F}=g_{J}{\frac {F(F+1)-I(I+1)+J(J+1)}{2F(F+1)}}+g_{I}{\frac {F(F+1)+I(I+1)-J(J+1)}{2F(F+1)}}}
{\displaystyle \approx g_{J}{\frac {F(F+1)-I(I+1)+J(J+1)}{2F(F+1)}}}
最後の式変形は、電子と陽子の質量比より{\displaystyle g_{I}\ll g_{J}}とみなして近似した。
ランデのg因子はゼーマン効果のスペクトル解析で利用される。弱い磁場中におかれた原子のエネルギー準位は、磁場によりエネルギーの変化
{\displaystyle \Delta E=g_{J}\mu _{\mathrm {B} }HM}
を生じる。ここで{\displaystyle \mu _{\mathrm {B} }}はボーア磁子、{\displaystyle M}は全角運動量の磁場方向の成分。